# 叉枝幹星珊瑚
叉枝幹星珊瑚（学名：Caulastraea furcata）为菊珊瑚科幹星珊瑚屬下的一个种。其种加词“furcata”意为“叉状的”。